# 이게로테

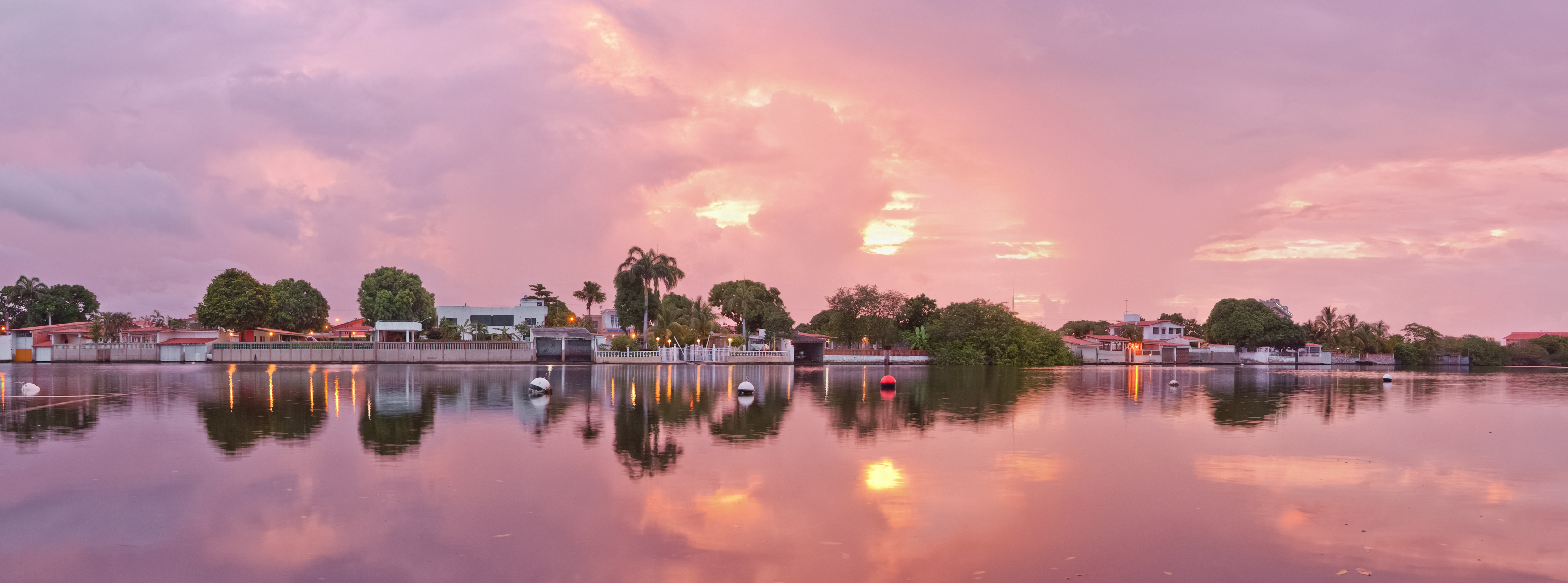
이게로테

이게로테(스페인어: Higuerote)는 베네수엘라 미란다주의 도시로 브리온 시의 행정 중심지이며 높이는 1m, 인구는 25,000명(2007년 기준)이다.